# Albert Falière
Albert Pierre Jean Falière MEP, né le 8 juillet 1888 au lieu-dit la Riale dans la paroisse de Miquels, sur la commune de Rieupeyroux (diocèse de Rodez) et mort le 12 janvier 1968 à Mandalay en Birmanie, est un évêque missionnaire français qui fut évêque en Birmanie.

## Biographie
Albert Falière naît dans une famille de cultivateurs profondément chrétienne. Il a deux frères prêtres dont un, Théophile sera le 46e dernier poilu. Il fait ses études primaires à Miquels, puis ses études secondaires au collège de Villefranche-de-Rouergue. Le diocèse de Rodez est alors une pépinière de vocations. Il entre ensuite au séminaire de Bièvres des Missions étrangères de Paris, le 11 septembre 1906. En 1913, il poursuit ses études à Rome à la Grégorienne. Il est ordonné prêtre le 7 mars 1914. Il embarque trois semaines plus tard à Marseille pour la Birmanie, où il est envoyé à Mandalay, ville commerçante en plein milieu de ce pays qui est sous protectorat anglais depuis la fin du XIXe siècle. Il est destiné comme vicaire à la paroisse tamoule de la ville qui est placée sous le vocable de saint François Xavier. L'appel à la main d'œuvre tamoule en Birmanie se fait de manière constante par les autorités coloniales britanniques. Un certain nombre d'entre eux sont déjà catholiques en arrivant, ou bien se convertissent au catholicisme, ce qui les démarque de la masse birmane de confession bouddhiste. Le Père Falière apprend rapidement à s'exprimer en anglais, puis en tamoul qu'il finit par parler parfaitement. C'est l'époque de la Première Guerre mondiale. Albert est Déclaré insoumis le 5 novembre 1915 avant d'être réformé à Calcutta pour débilité et vision défectueuse. Il est probable qu'il simulait cette débilité pour éviter d'aller à la guerre. 
En 1918, le vicaire apostolique, Eugène Foulquier (de), l'envoie dans la région de Tamethin que les autorités coloniales souhaitent développer rapidement. De nombreuses ethnies y cohabitent. Il passe par Myingyan sur l'Irrawaddy. Il se met à apprendre le birman, mais il ne le parlera jamais aussi bien que le tamoul. Il s'installe à Yenangyaung, dans une région en plein bouleversement économique à cause de l'exploitation de puits de pétrole, où il demeure jusqu'en 1930. Il s'occupe des migrants tamouls qui vivent dans des taudis, fait construire des chapelles et églises, notamment à Chauk (à soixante kilomètres), à Magwe et à Minbu. En 1930, Albert Falière se rend à Rome et à Paris pour l'Assemblée générale des Missions étrangères à cause de la démission d'Eugène Foulquier qui était malade. Il est élu à sa suite, puis consacré évêque titulaire de Clysma (de) dans la chapelle du collège de Villefranche-sur-Rouergue par l'évêque de Rodez Charles Challiol, avec comme co-consécrateurs Alexandre-François-Marie Carlo (zh) et Louis-Gabriel-Xavier Jantzen, en présence de Jean-Baptiste Budes de Guébriant. Il rentre ensuite à Mandalay et développe la formation du clergé local encore insuffisant. Il organise le petit séminaire de Maymyo et ouvre un probatorium à Mandalay dont les élèves suivent aussi les cours de l'école Saint-Pierre tenue par les frères des écoles chrétiennes. Il souhaite voir l'émergence d'un clergé autochtone plus important. En 1934, il commence à envoyer des missionnaires dans les collines des Tchins, peuple animiste des forêts de montagne. Une partie du territoire shan autour de Lashio est confiée en 1936 aux missionnaires italiens grâce à son accord et au zèle du Père Ferdinando Guercilena. Le nord de son vicariat avec Bhamo est confié en 1937 à la congrégation missionnaire des Pères de Saint Colomban irlandais et deviendra en 1939 la préfecture apostolique de Bhamo.
L'entrée en guerre du Japon dans la Seconde Guerre mondiale en décembre 1941 fait des ravages dans la région, car des réfugiés affluent en provenance de la Basse-Birmanie bombardée (avec Rangoon), puis c'est au tour de Mandalay d'être bombardée et elle est occupée à partir du 1er mai 1942. Albert Falière s'installe alors à la léproserie Saint-Jean, fondée à la fin du siècle dernier par le Père Jean Wehinger (1864-1903) et tenue par les franciscaines missionnaires de Marie. Les Japonais y font assigner d'autres missionnaires. Pendant les trois ans d'occupation, un certain nombre de missionnaires et de religieuses sont internés. Les bombardements reprennent dans les derniers mois avant la libération de 1945. Il passe ensuite ces années à reconstruire et à réorganiser le vicariat. En 1948, la Birmanie accède à l'indépendance. En 1955, Pie XII accorde une hiérarchie ordinaire à Mandalay qui devient ainsi archidiocèse. Il en est donc le premier archevêque. Prévoyant le remplacement par un clergé 
autochtone, il consacre évêque auxiliaire Joseph U Win, premier autochtone à être consacré évêque. Il lui succède en 1959. Il y a alors 25 000 baptisés pour une quarantaine de prêtres. Il est nommé le 19 décembre 1959 archevêque titulaire de Trajanopolis-en-Rhodope (de).
Albert Falière prend sa retraite comme simple curé à Chauk (son ancienne paroisse) avec deux ans plus tard un vicaire indien. Affaibli par la maladie, il retourne à l'évêché en 1967 et meurt en 1968 à l'âge de 79 ans, après cinquante-quatre ans en Birmanie.

## Succession apostolique
Albert Falière a ordonné les évêques suivants :
- Archevêque John Joseph U Win (1954)